# Agraptocoris
Agraptocoris is een geslacht van wantsen uit de familie van de Miridae (Blindwantsen). Het geslacht werd voor het eerst wetenschappelijk beschreven door Odo Reuter in 1903.

## Soorten
Het genus bevat de volgende soorten:

- Agraptocoris concolor (Reuter, 1903)
- Agraptocoris eugeniae (Konstantinov, 2019)
- Agraptocoris margaretae (Hutchinson, 1934)
- Agraptocoris nigrisetosus (Konstantinov, 2019)
- Agraptocoris oncotyloides (Vinokurov, 1995)
- Agraptocoris pallescens (Konstantinov, 2019)
- Agraptocoris pamiricus (Konstantinov, 2019)
- Agraptocoris subconcolor (Konstantinov, 2019)